# Гросмюрбиш
Гросмюрбиш (нем. Großmürbisch) — посёлок в Австрии, в федеральной земле Бургенланд. Входит в состав округа Гюссинг.
Население составляет 273 человека (на 31 декабря 2005 года). Занимает площадь 7,9 км². Официальный код — 10420.

## Политическая ситуация
Бургомистр коммуны — Зигфрид Клукзаритс (СДПА) по результатам выборов 2007 года.
Совет представителей коммуны состоит из 11 мест.
- АНП занимает 6 мест.
- СДПА занимает 5 мест.